# ژاک برک
ژاک آگوستین برک (به فرانسوی: Jacques Augustin Berque) جامعه‌شناس و اسلام‌پژوه فرانسوی و یکی از مترجمان قرآن به زبان فرانسوی و استاد علی شریعتی بود.

## زندگی
او در ۴ ژوئن ۱۹۱۰ در فرندا ی الجزایر به دنیا آمد.
در خلال سال‌های ۱۹۵۶ تا ۱۹۸۱ صاحب کرسی اسلام در کالج فرانسه بود و در ۱۹۸۹ عضو فرهنگستان زبان عربی قاهره شد. او در ۱۹۴۷ سفیر یونسکو در خاورمیانه شد. او صاحب ترجمه‌های فراوانی است و از آن جمله ترجمه قرآن به زبان فرانسوی است که در ۱۹۹۰ منتشر شد.

## اندیشه
ژاک برک که محققی لائیک است سعی داشت به فهم اعجاز نظم، زمان و حکمت در قرآن بپردازد.
او به ساختار ظاهری قرآن می‌پردازد. وی معتقد است گرچه قرآن در نظر ابتدایی پراکنده و بی‌نظم جلوه می‌کند، اما در پرتو یک نظم شگفت‌انگیز معنایی و باطنی سیر می‌کند. قرآن در حقیقت مجموعه چند ضلعی است که یک هسته مرکزی (یکتایی خداوند) آن را در برگرفته و تکرارهای قرآن نه تنها زائد نیست، بلکه دارای نظمی ترکیبی و متقارن است.
او با تحلیل معنی حکمت در قرآن به این نتیجه می‌رسد که شریعت و حقوق اسلامی از ویژگی‌های خاصی از جمله واقع‌گرایی و داشتن ابزار اجتهاد بهره می‌جوید و در نهایت، ویژگی‌های بیانی و اعجازی زبان قرآن را بررسی می‌کند.

## درگذشت
او در ۲۷ ژوئن ۱۹۹۵ در سنت ژولیان انبورن فرانسه درگذشت.